# Ivan Obradović
Ivan Obradović  (cyr. Иван Обрадовић; ur. 25 lipca 1988 w Belgradzie) – serbski piłkarz występujący na pozycji obrońcy, w klubach serbskich, hiszpańskich, belgijskich i polskich. W latach 2008–2018 reprezentant Serbii.

## Statystyki kariery
| Sezon   | Klub              | Liga               | Mecze | Gole |
| ------- | ----------------- | ------------------ | ----- | ---- |
| 2007/08 | FK Partizan       | Super liga         | 19    | 0    |
| 2008/09 | FK Partizan       | Super liga         | 29    | 0    |
| 2009/10 | FK Partizan       | Super liga         | 2     | 1    |
| 2009/10 | Real Saragossa    | Primera División   | 9     | 0    |
| 2010/11 | Real Saragossa    | Primera División   | 20    | 0    |
| 2011/12 | Real Saragossa    | Primera División   | 17    | 0    |
| 2012/13 | Real Saragossa    | Primera División   | 1     | 0    |
| 2013/14 | KV Mechelen       | Eerste klasse      | 3     | 0    |
| 2014/15 | KV Mechelen       | Eerste klasse      | 35    | 2    |
| 2015/16 | RSC Anderlecht    | Eerste klasse      | 13    | 0    |
| 2016/17 | RSC Anderlecht    | Eerste klasse      | 26    | 1    |
| 2017/18 | RSC Anderlecht    | Eerste klasse      | 25    | 0    |
| 2018/19 | RSC Anderlecht    | Eerste klasse      | 10    | 0    |
| 2019/20 | Legia Warszawa    | Ekstraklasa        | 0     | 0    |
| 2019/20 | Legia II Warszawa | III liga (grupa I) | 6     | 0    |
| 2020/21 | FK Partizan       | Super liga         | 17    | 1    |
| 2021/22 | FK Partizan       | Super liga         | 8     | 1    |
| W sumie | W sumie           | W sumie            | 240   | 6    |